# Ред Бул Арена (Залцбург)
„Ред Бул Арена“, познат преди и по време на Евро 2008 като Валс-Зиценхайм Щадион (на немски: EM-Stadion Wals-Siezenheim), е футболен стадион в град Валс-Зиценхайм, Австрия - предградие на Залцбург.
Той е официално открит през март 2003 и е официален стадион на Ред Бул Залцбург.
Капацитетът на съоръжението е 31 895 седящи места. Предишният капацитет е бил 18 200, но е разширен, за да може да приеме мачове от Евро 2008.
По време на шампионата стадионът приема 3 мача от група D. И в 3-те мача играе отборът на Гърция, който записва 3 загуби (Швеция — 0:2, Русия — 0:1, Испания 1:2).